# Crawford (Georgie)
Crawford je město v okrese Oglethorpe County ve státě Georgie ve Spojených státech amerických. V roce 2020 zde žilo 821 obyvatel a s celkovou rozlohou 3,0 km² byla hustota zalidnění 270,1 obyvatel na km².

## Demografie
Podle sčítání lidu v roce 2000 zde žilo 807 obyvatel, 326 domácností a 203 rodin. V roce 2011 žilo ve městě 353 mužů (42,7 %), a 475 žen (57,3 %). Průměrný věk obyvatele je 43 let.